# Models Inc. (Film)
Models Inc. ist ein US-amerikanischer Kriminalfilm aus dem Jahr 1952 von Reginald Le Borg mit Howard Duff und Coleen Gray in den Hauptrollen. Der Film noir wurde von Mutual Pictures of California produziert und vertrieben.

## Handlung
In Hollywood überrascht Rusty Faraday ihren Freund Cronin in seinem Hotel und erpresst ihn um Geld, damit sie seiner Frau nichts von ihrer Affäre erzählt. Bevor sie das Hotel verlässt, wird sie auf eine Probe für eine Modenschau mit den berühmten Stafford-Models aufmerksam. Als sie den Agenturbesitzer, den Millionär John Stafford, entdeckt, gibt sie vor, verletzt zu sein, um ihn zu treffen. Am nächsten Tag wird Rusty als Schülerin an der Stafford-Modelschule angenommen, nachdem sie mit ihrem Bekannten Louie gewettet hat, dass sie John an Land ziehen kann.
Im Laufe der nächsten Wochen wird John auf Rusty aufmerksam, die sich durch eine verbesserte Haltung, Frisur und Make-up verändert. Nachdem Louie ihr ein Zeitungsfoto von John mit einer Prominenten zeigt, besucht Rusty Johns Büro und behauptet, sie könne sich den Rest des Unterrichts nicht leisten. John ist gerührt und bietet ihr an, ihr Studium zu finanzieren und sie zum Mittagessen einzuladen. Innerhalb weniger Wochen sehen sie sich jeden Abend und schon bald hat Rusty neue Garderobe, eine neue Wohnung und einen neuen Jaguar. Eines Nachts kommt Rusty nach einem wie üblich angenehmen Date nach Hause und findet dort ihren Ex-Freund Lennie Stone vor, der auf sie wartet. Lennie, ein eingefleischter Gauner, ist gerade nach zwei Jahren aus dem Gefängnis entlassen worden und tadelt Rusty, weil sie ihm die ganze Schuld für ihren letzten Raubüberfall überlassen hat. Rusty versucht, ihn abzuweisen, kann ihm aber wie immer nicht widerstehen. Zunächst weigert sie sich, seinen Plan zu akzeptieren, ein Geschäft auf die Beine zu stellen, bei dem Männer ahnungslose Stafford-Models fotografieren und kennenlernen können, doch als Lennie sie bedroht, willigt sie ein.
Am nächsten Tag beeindruckt Rusty John mit Lennies Hilfe, indem sie zu seinem Geburtstag ein schickes hausgemachtes Abendessen kocht. Sie kann ihn überreden, einige seiner Models freiberuflich für Lennie arbeiten zu lassen. Eines Nachts ist John verärgert, als er miterlebt, wie Rusty von Lennie abgesetzt wird, doch sie kann ihn beschwichtigen. Ein paar Tage später macht John ihr einen Heiratsantrag und bittet sie, am nächsten Tag anzurufen und ihre Antwort mitzuteilen. Rusty ist zwar verblüfft, dass John sie will, ergreift aber diese Gelegenheit, ihrer bewegten Vergangenheit zu entkommen. Sie teilt Lennie mit, dass er ohne sie weitermachen muss, doch er überzeugt sie, dass sie zusammengehören und sie nichts Besseres erwarten kann. Am nächsten Tag geht John, verzweifelt, weil er nichts von Rusty gehört hat, zu ihrer Wohnung. John ignoriert Lennies Anwesenheit und bittet sie, mit ihm zu gehen, wird aber von Lennie verprügelt. Rusty sagt Lennie, er solle gehen, bevor er verhaftet wird. Als John wieder zu sich kommt, nimmt sie seinen Antrag an und die beiden heiraten noch am selben Abend. Am nächsten Abend jedoch veranstaltet Lennie eine „Badeanzug-Convention“-Party, bei der eines der Stafford-Models von einem der Fotografen so aggressiv verfolgt wird, dass sie aus einem Fenster stürzt und stirbt.
Als John und Rusty von ihrer Hochzeitsreise zurückkehren, erfährt John von Lennies zwielichtigen Geschäften und beschuldigt Rusty, ihm nichts davon erzählt zu haben. Er fragt sich laut, ob er ihr jemals vertrauen kann. Niedergeschlagen kehrt Rusty nach Hause zurück, um zu packen. Als Lennie zu Besuch kommt, versucht sie ihn hinauszuwerfen, woraufhin er sie ohrfeigt. Gerade als sie in Tränen an seiner Brust zusammenbricht, kommt John herein und nimmt an, dass sie zu Lennie gelaufen ist, um Trost zu suchen. In völliger Resignation sagt Rusty John, dass es für sie nie funktionieren könnte, und Lennie nutzt die Gelegenheit, um 15.000 Dollar als Scheidungsgeld von John zu erpressen. Als John geht, bricht Rusty zusammen und sagt, sie sei zu müde, um weiterzulaufen, aber Lennie zieht sie mit sich zur Tür hinaus. Die beiden werden von Sergeant Mooney aufgehalten, der Lennies Vergangenheit untersucht hat. Lennie schlägt den Polizisten nieder und ist zur Flucht gezwungen. Mit Rusty eilt Lennie zur Bank, wo Rusty Johns Scheck einlöst. Draußen werden sie entdeckt und müssen den Jaguar zurücklassen. Sie rennen durch die Straßen zu Louis Bar. Als Lennie verlangt, dass Louie ihm seine Waffe aushändigt, geraten sie in ein Handgemenge. Dabei löst sich ein Schuss, der Rusty in die Brust trifft. Sie bricht zusammen und flüstert, dass sie zu müde ist, um weiterzumachen. Lennie entkommt durch die Hintertür, wird aber in der Gasse von einem Polizisten niedergeschossen. Er kämpft sich zurück in die Bar und schleppt sich neben Rustys Leiche, damit er neben ihr sterben kann.

## Hintergrund
Gedreht wurde der Film im Januar 1952 in Santa Monica, in den Motion-Picture-Center-Studios in Hollywood sowie in den Universal-Studios in Universal City.
Ernst Fegté oblag die künstlerische Leitung.

## Veröffentlichung
Die Premiere des Films fand am 19. Mai 1952 in San Francisco statt. In Österreich kam er am 29. Juli 1952 in die Kinos.

## Kritiken
A. H. Weiler von der The New York Times bezeichnete den Film als ein höchst ineffektives kleines Ding. Howard Duffs Dialogzeile „We’re no good“ sei eine Aussage, die eine ziemlich gute Bewertung der gesamten Produktion zu sein scheine.